# سفر پیدایش
سِفْر پیدایش (عبری توراتی: סֵפֶר‎‎ - سِفْر به معنی «کتاب» یا «نوشته») نخستین بخش از کتاب مقدس عبری و نخستین کتاب از عهد عتیق مسیحی مشتمل بر پنجاه فصل و همچنین نخستین کتاب در «اسفار پنج‌گانه»، «اسفار خمسه» یا تورات است. در اصل در زبان عبری، نام این کتاب به صورت بِرِشیت (عبری توراتی: בְּרֵאשִׁית‎‎ به معنای تحت‌اللفظی «در آغاز») ضبط شده است؛ این نام برگرفته از اولین واژهٔ این سفْر است. در این کتاب روایت آفرینش عالَم توسط خداوند و تعدادی از معروف‌ترین داستان‌های عهد عتیق، همچون آدم و حوا، ابراهیم، اسماعیل، هابیل و قابیل، کشتی نوح، برج بابل، یوسف، شه‌پدران و چهار شه‌مادران گفته شده است.
سفر پیدایش متشکل از دو بخش اصلی است: تاریخ آغازین (بخش‌های ۱ الی ۱۱) و عصر پدرسالاری (بخش‌های ۱۲ الی ۵۰). برخی مفسرین داستان یوسف (بخش‌های ۳۷ الی ۵۰) را بخشی مستقل از دو بخش دیگر می‌دانند.
تاریخ آغازین (بخش‌های ۱ الی ۱۱)، از آفرینش جهان توسط خداوند آغاز گشته، و با رانده شدن انسان از باغ عدن و نابودی قریب‌الوقوع جهان در طی ماجرای طوفان نوح، تا پراکنده شدن نسل بشر به اقوام و زبان‌های گوناگون ادامه می‌یابد. پس از طوفان، خداوند پیمانی با نوح و خانواده‌اش می‌بندد. اگرچه تدابیر و اعمال نسل انسان شرورانه بوده است، ولی خداوند انسان‌ها را برکت داده و بقای آنان را تضمین می‌کند.
تاریخ شه‌پدران (بخش‌های ۱۲ الی ۳۷)، روایت‌گر آغاز فصل تازه‌ای است که خداوند با خاندان ابراهیم رقم زد. نشانهٔ عهد خداوند با ابراهیم، ختنه است. خداوند به ابراهیم و همسرش سارا، وعدهٔ فرزندان پرشمار و مالکیت سرزمین کنعان را می‌دهد؛ اما در حالی که وعدهٔ نخست پس از فراز و نشیب‌های فراوان به انجام می‌رسد، وعدهٔ دوم در چارچوب سفر پیدایش تحقق نمی‌یابد. در نسل بعد از ابراهیم نیز، فرزندش، اسحاق به همراه همسرش ربکا همچون بیگانگان در سرزمین کنعان زندگی می‌کنند؛ میان پسران دوقلویشان، یعقوب و عیسو، نزاعی درمی‌گیرد. یعقوب با حیله‌گری و نیرنگ حق نخست‌زادگی و برکت پدر را از آنِ خود می‌کند. او از ترس خشم عیسو به سوی خویشاوندانش در منطقه‌ای که امروزه واقع در شمال سوریه است، می‌گریزد. چندین سال بعد، او با دو همسرش، لیه و راحیل، و یازده پسرش، همراه با گله‌ای انبوه به کنعان بازمی‌گردد و با عیسو صلح می‌کند. هنگام تولد بنیامین، دوازدهمین پسرش، راحیل، همسر محبوب یعقوب، جان می‌سپارد.
داستان یوسف (بخش‌های ۳۷ الی ۵۰)، روایتی است از نزاع میان برادران در نسل بعدی خاندان یعقوب. یعقوب، یوسف، پسر نخست راحیل — همسر محبوبش — را بیش از پسران دیگرش دوست و به او توجه ویژه‌ای نشان می‌داد. رؤیاهای یوسف که از آینده‌ای پرعظمت و سروری او بر برادرانش حکایت داشت، آتش حسادت برادرانش را آنچنان برمی‌انگیزد که نهایتاً او را در چاهی ناپدید می‌کنند و به دروغ به پدرشان می‌گویند که او مرده است. اما دست سرنوشت سرانجام یوسف را به‌عنوان برده‌ای به مصر می‌کشاند؛ جایی که با وجود همهٔ سختی‌ها، آشکارا از سوی خداوند مورد برکت قرار می‌گیرد و به‌واسطهٔ توانایی‌اش در تعبیر خواب، به مقام نائب‌السلطنهٔ فرعون می‌رسد. توانایی شگفت‌انگیز او در تعبیر خواب‌ها، مصر را از بلای قحطی نجات داد. او با تدبیر، دستور داد انبارهایی پر از غله بسازند تا در روزهای سخت، مردم را از مرگ رهایی بخشد. این قحطی، حتی سرزمین کنعان را نیز درنوردید و یعقوب، پسرانش را برای خرید گندم به مصر فرستاد. آن‌ها که نمی‌دانستند برادر رانده‌شدهٔ‌شان اکنون حاکم مصر است، در برابر او به زانو درآمدند. یوسف پس از آزمودن آنان، خود را به برادرانش معرفی کرد و خشم گذشته را به آشتی بدل ساخت. یعقوبِ پیر، با شنیدن خبر زنده بودن یوسف، به شوق دیدارش راهی مصر شد و به درخواست فرعون، تمام خاندانش در سرزمین حاصلخیز گشن ساکن شدند. داستان با وصیت یعقوب پایان می‌یابد؛ او پیش از مرگ، افرایم و مناسه — پسران یوسف — را برکت داد و برای هر یک از دوازده پسرش (که بنیادگذاران اسباط دوازده‌گانهٔ اسرائیل شدند) سخنان پرمعنایی بر زبان آورد. پس از درگذشت یعقوب، برادران از انتقام یوسف هراسیدند، اما او با بزرگواری گفت: «شما بدی کردید، اما خداوند از آن بدی نیکی پدیدآورد.»
هر چند دیدگاهی که خدا گیتی را از هیچ آفرید، امروزه از اصول مرکزی در هر سه دینِ یهودیت، مسیحیت و اسلام است، اما در کتاب پیدایش، و نه در تمام کتاب مقدس عبری، به‌طور مستقیم به موضوعِ آفرینش از هیچ اشاره‌ای نشده است.
در این کتاب همچنین روایت می‌شود که خدا چگونه انسان را می‌آفریند و او را در محیطی کامل و زیبا قرار می‌دهد. چگونه «گناه» وارد جهان می‌شود و سرانجام چگونه خدا برای نجات انسانی که از نظر خدا گناهکار است چاره‌ای می‌اندیشد. مطالبی که در این کتاب آمده عبارتند از: آغاز تاریخ بشر، آغاز هنر و صنایع دستی، چگونگی پیدایش زبانها و قوم‌های گوناگون. از فصل دوازده به بعد، مسیر کتاب متوجه قوم اسرائیل، رابطهٔ این قوم و خداوند، مفهوم قومِ برگزیده و همچنین سرزمین موعود می‌شود. از اینجا به بعد داستان زندگی ابراهیم، اسحاق، یعقوب و پسرانش در کتاب ثبت شده که در پایان با شرح زندگی یوسف در مصر پایان می‌پذیرد.
هرچند نویسندهٔ سفر پیدایش (همچون سفر خروج، سفر لاویان، سفر اعداد و بخش بزرگی از سفر تثنیه) را موسی دانسته‌اند، اما در نوشتارهای دانشگاهی نوین این کتاب را به سده ششم پیشا دوران مشترک نسبت می‌دهند.
نویسندگان کتاب مقدس به شیوه‌های گوناگون، سنت‌های ادبی خاور نزدیک، بین‌النهرینی، مصری، هیتی و کنعانی را به کار برده‌اند. دربارهٔ فرهنگ کنعانی که نزدیکترین ارتباط را با نویسندگان کتاب مقدس داشت، تا پیش از کشف متن‌های اوگاریتی اطلاعات کمی در اختیار بود. اشاره‌های کتاب مقدس به آنها از دیدگاهی منفی بیان می‌شد. تشخیص حضور پارادایم آفرینش-طوفان در سفر پیدایش ۱ تا ۱۱ منجر به درک بهتر صورتِ درون‌مایه‌ای آن می‌شود. این حضور، با توجه به تمرکز سنت مسیحی بر باغ عدن کم‌شناخته باقی ماند. مرکزیت داستان طوفان، نتیجهٔ مهمی در درک کلیت پیدایش ۲ تا ۱۱ دربردارد. تفاوتهای سبکی، ساختاری و درون‌مایه‌ای پیدایش ۱ تا ۱۱ با آترا-هاسیس نتیجهٔ تغییر در روایتِ برخواسته از یکتاپرستی است.
از دیدگاه آلتر، روایت استاندارد محققان امروزی در تورات، چهار رشته اثر ادبی عمده را تشخیص می‌دهد: منبع جی، منبع ای، منبع پی و منبع دی. محصول نهاییِ ترکیب آثار ادبی جی، ای، پی و دی، طبیعتاً در خود، تکرار، تناقض و ناسازگاری دارد. اما در همان حال، در مقام یک کتاب، منسجم است و نقد تاریخی یا متنی آن به خوانش ادبی آن آسیب چندانی وارد نمی‌کند. شواهد بسیاری در کتاب مقدس عبری وجود دارد که آن را همانند کلاژی ادبی می‌کند. در این پنج کتاب، دستهای بسیاری دیده می‌شوند که نماینده دیدگاه‌های گوناگون هستند، اما ویراست نهایی گونه‌ای از حس تداوم و پیشرفت را با خود به همراه دارد.
در آغاز سفر پیدایش، دو داستان آفرینش قرار گرفته است. بسیاری از محققان جدید، پایان روایت اول را در نیمه ابتدایی آیه ۴ باب ۲ در نظر می‌گیرند. از اینجا به بعد، سبک به شدت تغییر می‌کند. تمرکز بر انسان قرار می‌گیرد و نام خداوند تبدیل به یهوه-الوهیم می‌شود. منشأ تاریخی متفاوت هر دو متن هر چه باشد، ویرایشگر نهایی متن در روایت اول از دیدگاهی کیهانی به موضوع می‌پردازد و در روایت دوم وارد جزئیات تکنیکی می‌شود. به عقیده گری آ. رندزبورگ‏، اگر داستان آفرینش در سفر پیدایش به‌طور عینی بررسی شود، روایت «سقوط انسان» نیست، بلکه بیشتر روایت صعود ناتمام انسان به خدایی است.

## عنوان سفر پیدایش

### دربارهٔ «سِفر»
کلمهٔ سِفْر از طریق زبان عربی وارد زبان فارسی شده است، و در زبان فارسی به معنی «کتاب» یا «کتاب بزرگ» ضبط شده است. سِفر در اصل، در زبان عبری توراتی: סֵפֶר‎‎ (تلفظ: سِفِر) به معنی «کتاب» یا «نوشته» است.

### دربارهٔ «پیدایش»
پیدایش در عبارت «سفر پیدایش» در زبان فارسی احتمالاً محصول ترجمهٔ کلمهٔ «تکوین» در عبارت «سفر تکوین» از زبان عربی باشد؛ اما عنوان این کتاب، در اصلِ عبری به شکل برشیت (به الفبای عبری: בְּרֵאשִׁית) آمده است. عنوان سفر برشیت، مانند دیگر اسفار تورات از نخستین کلمه‌ای که کتاب با آن آغاز شده، برداشته شده است. این عنوان در دوران باستان متاخر بسیار معمول و مستعمل بود. برای نمونه، هیه‌رونیموس این کلمه را در سال ۳۹۰ پس از میلاد با آوانگاری «Bresith» ضبط کرده است.
هنگامی که عالمان یهودی در دوران هلنیستی، در قرن سوم پیش از میلاد، کتاب مقدس خود را به زبان یونانی کوینه ترجمه می‌کردند، برای آن براساس محتوای کتاب نام Γένεσις (تلفظ: گِنِسیس)، در فارسی به معنای «مبدأ» یا «سرآغاز» (جهان هستی) را برگزیدند. این کلمه بعدها به صورت Genesis در ترجمهٔ لاتین ولگار حفظ شد و از همان زمان در نسخه‌های متفاوت کتاب مقدس و همچنین فضای علوم الهیاتی باقی ماند.
در سنت‌های آلمانی (یا فرهنگ‌های تحت تأثیر سنت آلمانی) کتاب پیدایش با عنوان «کتاب اول موسی» شناخته می‌شود، و این ظاهراً به این دلیل است که مارتین لوتر که از تاثیرگذارترین ترجمه‌های کتاب مقدس توسط او انجام شده، عقیده داشت که کتاب مقدس باید مستقل از سنت لاتین و با نگاهی به سنت یهودی ترجمه و تفسیر شود. این درحالی است که پیش از مارتین لوتر، افراد دیگری هم مانند یوهان ریشلین به همین عقیده بودند. نباید از این حقیقت غافل ماند که قرن‌ها پیش از ترجمهٔ مارتین لوتر، در قرن ۱ پس از میلاد، یوسف فلاوی، تورات را «کتب پنج‌گانهٔ موسی» نام‌گذاری کرده بود.

## پیشینه
واژه تورات به معنای «آموزش» است یا در بافتار توراتی می‌توان آن را شامل قوانین مشخص و مثلاً به معنای «تنظیم» و «پروتکل» در نظر گرفت. از میان پنج کتاب، این واژه بیشتر در سفر تثنیه به کار رفته است و گاهی همراه با واژه «سفر» به معنای «کتاب» (مثلا «این کتاب آموزش») به کار رفته است. پس از آنکه سفر تثنیه از جنبه ویراستاری به چهار کتاب قبلی پیوست، «تورات» به هر پنج کتاب گسترش یافت. در تقسیم عبری سنتی، تورات شامل واحد نخستین و بنیادی سه واحدی بزرگی شد که تنخ را شکل می‌دهد. تنخ واژهٔ اختصاری از تورات، نویم (پیامبران، پیشین و پسین) و کتوویم (نوشته‌ها یا به عبارتی هر چیزِ دیگر) است.
پژوهشگران بیش از دو قرن است که بر این مسئله توافق دارند که «پنج کتاب» از منابع ادبی گوناگون در کنار هم قرار گرفته‌اند؛ گرچه بر سر تشخیص مشخص منابع در متن مباحثه در جریان است و تفاوت نظر شدیدی در مورد تاریخ‌گذاری منابعِ مختلف وجود دارد. در دهه‌های اخیر برخی از نظریات افراطی تصنیف کل تورات را در دوره پارسی (آغاز از اواخر قرن ششم پیش از دوران مشترک یا حتی دیرتر دوره هلنیستی) در نظر می‌گیرد اما شواهد فراوانی وجود دارد که در تضاد با این دیدگاه قرار می‌گیرند. شاید مهم‌ترین ملاحظهٔ تعیین‌کننده آن باشد که زبان عبری در طی ۹ قرنِ فعالیت ادبی توراتی تکامل یافت. زبان عبری رایج در حدود ۱۰۰۰ تا ۵۸۶ پیش از دوران مشترک با زبانی که در عصر پارسی یا هلنیستی مکتوب می‌شد، تفاوت‌های چشمگیر دارد. از زبان عبری تورات اثر بسیار کمی در نوشتار این دورهٔ متاخر قرار دارد. یک رویکرد اخیر دیگر، تصنیف متنها را در قرن هفتم پیش از دوران مشترک (همان زمانی که اجماع پژوهشگران بر این است که سفر تثنیه در آن تصنیف شد) قرار می‌دهد. این بحث اما کلا شواهد لغت‌شناسی را نادیده می‌گیرد: سفر تثنیه پاسخی به سنت نوشتاری قانون بادوامی بود.
به عقیده آلتر، روایت استاندارد محققان امروزی در تورات، چهار رشته اثر ادبی عمده را تشخیص می‌دهد: منبع جی، منبع ای، منبع پی و منبع دی. دو منبع اول، بر اساس نام خدا متمایز شده‌اند (یهوه و الوهیم) و احتمالاً از زمانی تقریباً یکسان اما از دو جغرافیا (به ترتیب پادشاهی جنوبی یهودا و پادشاهی شمالی اسرائیل) هستند. امروزه تخمین زمان این دو منبع، قرن نهم یا هشتم پیشا دوران مشترک است. بخشی از منبع پی ممکن است به قرن هشتم پیشا دوران مشترک تعلق داشته باشد اما بخش عمده آن به سده ششم پیشا دوران مشترک برمی‌گردد. در همین قرن ششم است که نویسندگان منبع پی علاوه بر آن، همه منابع قبلی را ویراستند و همراه با منبع خود متن یکپارچه‌ای را شکل دادند. منبع دی احتمالاً در ۶۲۱ پیشا دوران مشترک شکل گرفت.
این منابع ادبی گوناگون در زمانی حدود قرن ششم پیشا دوران مشترک (دوره تبعید در بابل) ویراست و کتابی واحد (احتمالا اولین کتاب مقدس همراه با قدرت اجباری بر اجتماع ملی) شدند.
مدت زمان زیادی است که محققان یازده باب نخست سفر پیدایش را واحدی یکپارچه می‌دانند. این در حالی است که از باب ۱۲ در کتاب مقدس، محور فقط ملت اسرائیل است. آفرینش جهان، طوفانی که آن را نابود کرد و آغازی دوباره شد، همه آدمها را تحت تأثیر خود قرار داد و نه فقط اسرائیل را. تا باب ۱۵ پیدایش، نامی از عهد خدا با اسرائیل که بر کتاب مقدس غلبه دارد، برده نمی‌شود و تا باب ۱۲ حتی اشاره‌ای به آن نمی‌شود. در مقابل، آنچه در باب ۱ تا ۱۱ سفر پیدایش اتفاق می‌افتد، عهد خدا با همهٔ انسان‌ها است. حتی در باب ۱۰ که همهٔ مردمان جهان برشمرده می‌شوند، اسرائیل غایب است. موضوعات فوق و ایر عامل‌ها منجر به آن شده است که دانشوران این باب‌ها را از سایر کتاب مقدس مجزا کنند.
گرچه وجود مستقل «تاریخ آغازین» به‌طور گسترده‌ای پذیرفته شد اما تا دههٔ ۱۹۸۰ طول کشید تا ساختار ادبی آگاهانهٔ این بخش مورد اشاره قرار گیرد. به عقیدهٔ رندزبورگ، پیدایش ۱:۱ تا ۱۱:۲۶ از ده واحد کوچکتر تشکیل شده است. پنج واحد در پیدایش ۱:۱ تا ۶:۸ وجود دارند که سپس در پیدایش ۶:۹ تا ۱۱:۲۶ بازتولید می‌شوند.

## نویسندگان، محل و زمان نگارش پیدایش
نویسندگان سفر پیدایش ناشناخته هستند، اما سنت یهودی-مسیحی همواره موسی را نویسنده کل تورات دانسته است. در عصر روشنگری، باروخ اسپینوزا و توماس هابز این موضوع را مورد تردید قرار دادند. ریچارد سیمون تحت تأثیر باروخ اسپینوزا، در قرن هفدهم این نظریه را مطرح کرد که تورات با مشارکت نویسندگان متعدد، در طی فرآیندی طولانی شکل گرفته است؛ نظریهٔ ریچارد سیمون با نظریات مدرن مطالعات کتاب مقدس نیز منطبق است که با سفر پیدایش به عنوان متنی برآمده از سنت برخورد کرده و معتقد است که متن آن طی فرآیندی تدریجی و با مشارکت نویسندگان متعدد شکل گرفته است. این نظریه برآمده از این واقعیت است که در تورات روایت‌های دو یا چندگانه (مانند دو روایت مجزا از خلفت عالم در سفر پیدایش) وجود دارد. محققانی چون کنراد اشمید این موضوع را مطرح می‌کنند که تورات در واقع متنی حاصل از گفت‌وگوی میان چند گروه از نویسندگان بوده است. این دیدگاه بر ابعاد تاریخی، زیبایی‌شناختی و هرمنوتیک تورات به عنوان اثری حاصل از تلاشِ گروهیِ کاتبان تأکید می‌ورزد.
محققین مدرن کتاب مقدس بر این عقیده هستند که شکل‌گیری روایت شخصیت‌ها در توالی ابراهیم-اسحاق-یعقوب باید از لحاظ تقدم و تأخر تاریخی معکوس شود، یعنی به نظر می‌رسد که داستان‌های اسحاق در دوره‌های متأخرتر پادشاهی یهودا به روایت‌های یعقوب افزوده شده‌اند و پس از آن، روایت‌های ابراهیم نیز وارد متن شده‌اند — هرچند دقیقاً مشخص نیست کدام بخش‌های این داستان‌ها به دوره پیش از تبعید بابلی (پیش از ۵۸۷ پیش از میلاد، یعنی زمانی که هستهٔ اصلی روایات تورات در آن نگاشته شدند) تعلق دارند. پس از فروپاشی پادشاهی شمالی اسرائیل، یهودیان پادشاهی جنوبی یهودا خود را وارثان حقیقی اسرائیل می‌دانستند. در نتیجه، قرار گرفتن ابراهیم و اسحاق پیش از یعقوب در توالی ابراهیم-اسحاق-یعقوب این ادعا را ایجاد می‌کرد که «نیاکان واقعی اسرائیل — یعنی پدر و پدربزرگ یعقوب — ریشه در جنوب (یهودا) دارند.» ابراهیم و روایت‌های مربوط به او عمدتاً به منطقه الخلیل و حوالی آن مرتبط هستند (پیدایش ۱۸)، و داستان‌های اسحاق در اطراف بِئرشبع رخ می‌دهند (پیدایش ۲۶) — هر دوی این مناطق در قلمرو یهودا قرار دارند. در مقابل، مکان‌های کلیدی در روایت‌های مرتبط با یعقوب، مانند بیت‌ایل (پیدایش ۲۸) و پنوئل (پیدایش ۳۲)، در مناطق مرکزی و شمالی آن سرزمین واقع شده‌اند.
براساس تاریخ‌گذاری‌های سنتی کتاب مقدس که عمدتاً منتج از شجره‌نامهٔ موجود در بخش پنجم پیدایش در نسخهٔ ماسورتی کتاب مقدس است، ابراهیم در بین سال‌های ۱۹۴۸ تا ۲۱۲۳ بعد از خلقت عالم (تقریبا معادل با قرن بیست و دوم الی قرن نوزدهم پیش از میلاد) می‌زیسته است. اما از طرف دیگر اینکه ابراهیم در بخش‌هایی از تورات صاحب شتر توصیف شده است (در پیدایش ۱۲:۱۴ الی ۱۶؛ ۲۴:۱۰ الی ۱۱) بسیار مسئله‌ساز است؛ زیرا اهلی‌سازی شترها به قرن دوازدهم یا یازدهم پیش از میلاد بازمی‌گردد، و این در حالیست که اولین شواهد تاریخی مربوط به شکل گرفتن کاروان‌های شتر (که در پیدایش ۳۷:۲۵ الی ۲۸ به آن اشاره شده است) به سه قرن بعد، یعنی قرن هشتم/هفتم پیش از میلاد در امپراتوری آشور بازمی‌گردد؛ بنابراین، وجود این کاروان‌ها در زمان زندگی ابراهیم بسیار بعید و نامتحمل است؛ راوی، ابراهیم را صاحب شتر تصویر کرده زیرا این حیوان در دورهٔ خود او، و نه در زمان زندگی ابراهیم، نماد جایگاه اجتماعی بودند.
تا پایان قرن نوزدهم، چنان شده بود که اغلب محققین کتاب مقدس فرضیهٔ مستند را فرضیه‌ای قابل اتکا و مناسب می‌دانستند؛ این نظریه بیان می‌دارد که تورات از چهار منبع اصلی برساخته شده است: منبع یَهُوی (J)، منبع الوهیستی (E)، منبع تثنیه‌ای (D) و منبع کهانتی (P). هر کدام از این منابع روایت سرراست خود را از وقایع شامل بوده‌اند و بعدتر این منابع توسط ویرایشگران مختلف با یکدیگر ترکیب شده‌اند. محققین با استفاده از اسامی‌ای که هر کدام از این منابع برای اشاره به خداوند به خدمت می‌گرفتند، توانستند این منابع مختلف را از یکدیگر متمایز کنند. برای مثال، منبع یهوی از عبارت «یهوه الوهیم» برای اشاره به خداوند استفاده می‌کند، درحالی که منابع الوهیستی و کهانتی صرفاً از کلمهٔ «الوهیم» استفاده می‌کنند. نشانهٔ دیگری که محققین در متن برای شناسایی منابع مختلف بررسی می‌کنند، بخش‌هایی از متن است که روایات دوگانه یا تکراری آمده است. در سفر پیدایش، این‌ها روایاتی هستند که دوبار یا بیشتر تکرار شده‌اند: دو روایت از خلقت، سه روایت از جا زدن همسر ابراهیم، سارای (که بعدتر ساره نام گرفت) توسط ابراهیم به عنوان خواهرش، و دو نسخه از روایت فرستادن هاجر و اسماعیل به بیابان توسط ابراهیم.
براساس فرضیه مستند، منبع J در قرن نهم پیش از میلاد در پادشاهی جنوبی یهودا متولد شده و عقیده بر این است که قدیمی‌ترین منبع باشد. منبع E در پادشاهی شمالی اسرائیل در قرن هشتم پیش از میلاد نوشته شده است. منبع D در یهودا در قرن هفتم پیش از میلاد نگاشته شده و احتمالاً محصول اصلاحات مذهبی یوشیا در حدود ۶۲۵ پیش از میلاد باشد. آخرین منبع P بوده که در قرن پنجم پیش از میلاد در بابل نوشته شده است. براساس تواریخ ذکر شده، سفر پیدایش و دیگر اسفار تورات تنها بعد از تبعید بابلی به شکل نهایی و امروزین خود رسیدند. یولیوس ولهاوزن استدلال می‌کند که تورات در زمان عزرا به شکل نهایی خود رسیده است. عزرا ۷:۱۴ روایت می‌کند که عزرا در سال ۴۵۸ پیش از میلاد، یعنی «در دوران شاهنشاهی اردشیر» با در دست داشتن شریعت الهی به منظور نظارت بر وضعیت اورشلیم در اجرای احکام الهی، از بابل به اورشلیم و یهودیه سفر می‌کند. ولهاوزن می‌گوید این شریعت الهی همان توراتِ تازه گردآوری‌شده بود. به عقیدهٔ او، نحمیا ۸ الی ۱۰، انتشار و پذیرش عمومیِ این مجموعه قانون در حدود ۴۴۴ پیش از میلاد را توصیف کرده است. با پذیرفتن این نظریه، باید بدانیم که فاصلهٔ تاریخی عظیمی میان نخستین منابع حقیقتاً نگاشته شدهٔ تورات و وقایعی که تورات توصیف می‌کند (که در حدود قرن دوازدهم پیش از میلاد به پایان رسیده‌اند) وجود دارد.
بخش عمدهٔ محققین تا دهه ۱۹۸۰ فرضیه مستند را کافی می‌دانستند. از دههٔ ۱۹۸۰ تا به حال اشکال مختلف و متنوعی از این فرضیه مطرح شده است. فرضیهٔ جدید به نام فرضیهٔ مکمل وجود سه منبع اولیه را برای تورات فرض می‌گیرد: J، D و P. در این میان منبع E منبعی مستقل از J در نظر گرفته نمی‌شود بلکه صرفاً شکل تغییریافتهٔ منبع J فرض می‌شود؛ و منبع P یک بدنهٔ تغییر و توسعه یافته از منبع J (یا «غیر کهانتی») دانسته می‌شود. هیچ اثری از منبع تثنیه‌ای در سفر پیدایش نیست. ایدهٔ جدیدتر این است که تاریخ نگارش منبع J یا در حین تبعید بابلی یا درست پیش از آن به نگارش درآمده و ویرایش نهایی منبع کهانتی در اواخر دوران تبعید یا کمی پس از آن اتفاق افتاده است. راسل گمیرکین استدلال می‌کند که پیدایش متأثر از منابع یونانی مانند بابیلونایکا اثر بروس در اواخر دهه ۲۷۰ پیش از میلاد نگاشته شده و بازتابی است از شرایط سیاسی در دوران امپراتوری سلوکیان و دودمان بطلمیوسی.
در مورد دلیل نگارش این کتاب، یک نظریه که اگرچه هنوز مورد بحث است اما توجه قابل ملاحظه‌ای را به خود جلب کرده، نظریه «اعطای اختیار امپراتوری پارس» است. بر اساس این نظریه، پارسیانِ امپراتوری هخامنشی پس از فتح بابل در سال ۵۳۹ قبل از میلاد، موافقت کردند که اورشلیم خودمختاری محلی زیادی در قلمرو امپراتوری خود داشته باشد، اما به جای آن، از مقامات محلی خواستند که یک قانون واحد تهیه کنند که مورد پذیرش تمام اعضای جامعه باشد.
دو گروه قدرتمند تشکیل‌دهندهٔ جامعه در آن زمان عبارت بودند از:
1. خاندان‌های کاهنی که کنترل معبد دوم را در دست داشتند و نسب خود را به موسی و سرگردانی‌های دوران بیابان بعد از خروج از مصر می‌رساندند.
2. خاندان‌های بزرگ زمین‌دار که «مشایخ» را تشکیل می‌دادند و اصل و نسب خود را به ابراهیم، کسی که زمین را به آنها «بخشیده» بود، نسبت می‌دادند.

این دو گروه بر سر مسائل بسیاری با یکدیگر درگیری داشتند و هر کدام تاریخچه جداگانه‌ای از منشأ خود ارائه می‌کردند. با این حال، وعده پارسیان مبنی بر افزایش چشمگیر خودمختاری محلی برای همه، انگیزه قدرتمندی برای همکاری در تدوین یک متن واحد ایجاد کرد.
برخی گروه‌های سنتی مسیحی، به‌ویژه جریان‌های انجیلی و بنیادگرا، با به‌کارگیری روش‌های تاریخی-انتقادی در تحلیل کتاب مقدس به عنوان متنی وحیانی مخالفند. آن‌ها همچنان به اینکه موسی نویسنده تورات است، اعتقاد داشته و او را شخصیتی کاملاً تاریخی می‌دانند. در نتیجه آنان تاریخ نگارش متن را بسیار قدیمی‌تر از یافته‌های پژوهش‌های مدرن برآورد می‌کنند.

## ساختار
سفر پیدایش از دو بخش اصلی تشکیل شده است: تاریخ آغازین (باب ۱ تا ۱۱) و عصر پدرسالاری (باب ۱۲ تا ۵۰). این دو بخش نه فقط در موضوع، بلکه در سبک و دیدگاه نیز متفاوت هستند. برخی مفسرین داستان یوسف (بخش‌های ۳۷ الی ۵۰) را بخشی مستقل از دو بخش دیگر محسوب می‌کنند.
سفر پیدایش تنها بخشی از تورات است که تقریباً تمام آن روایت است. با آفرینش و باغ عدن آغاز می‌شود. این بخش اساطیری با برج بابل در باب ۱۱ خاتمه می‌یابد. در بخش پسین، روایت ابراهیم در باب ۱۲ آغاز می‌شود و با مرگ یوسف پایان می‌یابد.
از دیدگاه آلتر، سفر پیدایش کتابی منسجم است و نقد تاریخی یا متنی آن به خوانش ادبی آن آسیب چندانی وارد نمی‌کند. روایت کتاب مقدس از تاریخ اسرائیل و رابطه اسرائیل با خداوند، ساختاری قیف‌مانند دارد. در ابتدا، به واسطهٔ روایت خلقت جهان (گیاهان، حیوانات و انسان) پیش‌زمینه‌ای کلی ترسیم می‌شود و سپس در مرحلهٔ بعد به‌طور جزئی‌تر، ظهور و پیدایش ملل مختلفِ شناخته شده تا آن زمان (یعنی یونانیان، آفریقاییان و ساکنین آسیای صغیر) و نهادهای بنیادین و اساسی تمدن (شامل روایت برج بابل از چگونگی شکل‌گیری اختلافات و تلونات زبانی) روایت می‌شود؛ و در نهایت، روایت به جزئی‌ترین حالت خود رسیده و این تاریخِ جهانی تمام می‌شود: اینجا جایی است که خواننده با خانوادهٔ بین‌النهرینی تارح در باب ۱۱ آشنا می‌شود و سپس خداوند در ابتدای باب ۱۲، ابراهیم را به خروج از اور کلدانیان فرامی‌خواند. از اینجا به بعد، داستان به جزئی‌ترین شکل ممکن متمرکز می‌شود به روایت‌گری سرآغاز بنی‌اسرائیلیان به عنوان قومی واحد. این ساختار قیف‌مانند در روایت تاریخ آغازین بنی‌اسرائیل منجر می‌شود به این که دستورات اخلاقی‌ای که بعداً به بنی‌اسرائیلیان امر می‌شود عمق بیشتری پیدا کنند، زیرا که همهٔ این دستورات نهایتاً ریشه در تاریخ پیدایش تمام عالم دارند، نه صرفاً قوم بنی‌اسرائیل.
سفر پیدایش بر محور عبارت تکرارشوندهٔ «اِلِه تولِدوت» (عبری توراتی: אֵלֶּה תּוֹלְדֹת‎‎)، گاهی به معنی «این است داستانِ پیدایشِ…» و گاهی به معنی «این است نسل‌های…» پیش می‌رود. اولین بار این عبارت در جملهٔ «این است پیدایشِ آسمان‌ها و زمین» به کار برده شده و در باقی موارد اشارهٔ آن به پیدایش نسل‌ها از انسان‌هاست. هربار تکرار تولدوت، که در سرتاسر سفر پیدایش یازده بار تکرار می‌شود، نشانگر گذاری است به موضوعی جدید. تولدوت پیدایش را به بخش‌های زیر تقسیم می‌کند: 
1. پیدایش ۱:۱ الی ۲:۳ در آغاز (پیش‌درآمد)
2. پیدایش ۲:۴ الی ۴:۲۶ تولدوتِ آسمان‌ها و زمین (روایت)
3. پیدایش ۵:۱ الی ۶:۸ تولدوتِ آدم (شجره‌نامه، نگاه کنید به فرزندان آدم)
4. پیدایش ۶:۹ الی ۹:۲۹ تولدوتِ نوح (روایت طوفان)
5. پیدایش ۱۰:۱ الی ۱۱:۹ تولدوتِ فرزندان نوح، یعنی سام و حام و یافث (شجره‌نامه)
6. پیدایش ۱۱:۱۰ الی ۱۱:۲۶ تولدوتِ سام (شجره نامه)
7. پیدایش ۱۱:۲۷ الی ۲۵:۱۱ تولدوتِ تارح (روایت زیست ابراهیم)
8. پیدایش ۲۵:۱۲ الی ۲۵:۱۸ تولدوتِ اسماعیل (شجره‌نامه)
9. پیدایش ۲۵:۱۹ الی ۳۵:۲۹ تولدوتِ اسحاق (روایت زیست یعقوب)
10. پیدایش ۳۶:۱ الی ۳۶:۸ تولدوتِ عیسو (شجره‌نامه)
11. پیدایش ۳۶:۹ الی ۳۷:۱ تولدوتِ عیسو «پدر ادومیان» (شجره‌نامه)
12. پیدایش ۳۷:۲ الی ۵۰:۲۶ تولدوتِ یعقوب (روایت زیست یوسف)

اما به هر روی، به‌طور دقیق واضح نیست که این عبارات به چه منظور توسط نویسندگان اصلی به کار برده شده‌اند. اغلب مفسرین مدرن کتاب مقدس، سفر پیدایش را بر اساس موضوع، به دو بخش تقسیم می‌کنند، یک تاریخ آغازین (بخش‌های ۱ الی ۱۱) و یک تاریخ شه‌پدرانه (بخش‌های ۱۲ الی ۵۰). با اینکه اولین بخش بسیار کوتاه‌تر از دومی است، ولی درون‌مایه‌های اساسی و کلیدی پیدایش را پی‌ریزی کرده و برای فهم کلیت کتاب نقش حیاتی‌ای ایفا می‌کند. تاریخ آغازین ساختاری قرینه‌ای به مرکزیت روایت طوفان (بخش‌های ۶ الی ۹) دارد به این معنا که اتفاقاتی که پیش از طوفان رخ داده‌اند، یک بار دیگر پس از طوفان تکرار می‌شوند. تاریخ شه‌پدران حول محور روایت سه شه‌پدر یعنی ابراهیم، یعقوب و یوسف بیان می‌شود. روایات اسحاق، بیان‌گر روایت منسجمی نیستند و بیشتر پلی هستند برای متصل کردن روایات مربوط به ابراهیم به روایات مربوط به یعقوب.

## چکیده

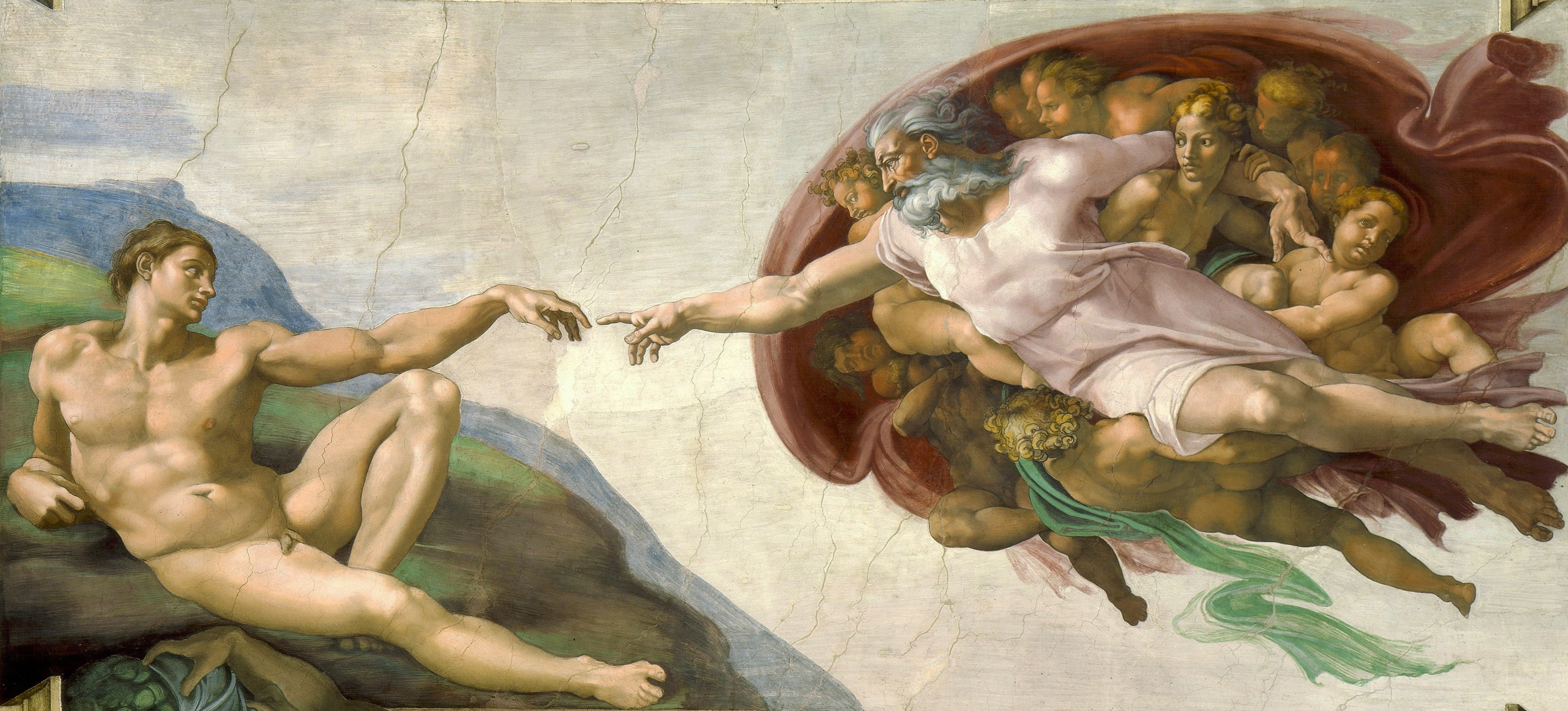
آفرینش آدم اثر میکل‌آنژ، ۱۵۱۲.

### تاریخ آغازین
خداوند در شش روز هستی را آفرید و در روز هفتم به استراحت پرداخت. سپس آدم و حوا و حیوانات را خلق نمود و در باغ عدن سکونت داد، اما به آن‌ها دستور داد که از میوه درخت ممنوعه نباید بخورند. مار آن‌ها را فریب داد و از میوه خوردند؛ پس به فرمان خداوند، بر روزی زمین هبوط کردند. در زمین، حوا هابیل و قائن را زایید، اما قائن که در اسلام قابیل نام دارد هابیل را کشت و حوا برای جایگزینی وی شیث را زایید. از این پس نوع بشر بر روی زمین بسیار شد و دنیا را پر از گناه بشری و نفیلیم نمودند و خداوند برای پاک نمودن زمین از نوح که اینک پیامبر بود، خواست تا کشتی سازد و بندگان خداپرست را بر آن قرار دهد و در همین هنگام سیلاب بزرگ واقع شد تا دنیا را از گناهکاران پاک نماید؛ اما پس از این واقعه نیز نوع بشر دست از گناه برنداشت و بدین سبب خداوند پس از ماجرای برج بابل، انسان‌ها را بر روی زمین پراکنده‌ساخت و در زبان آن‌ها تفاوت نهاد تا نتوانند به راحتی با هم سخن گفته و در کنار هم زندگی کنند.

### عصر پدرسالاری

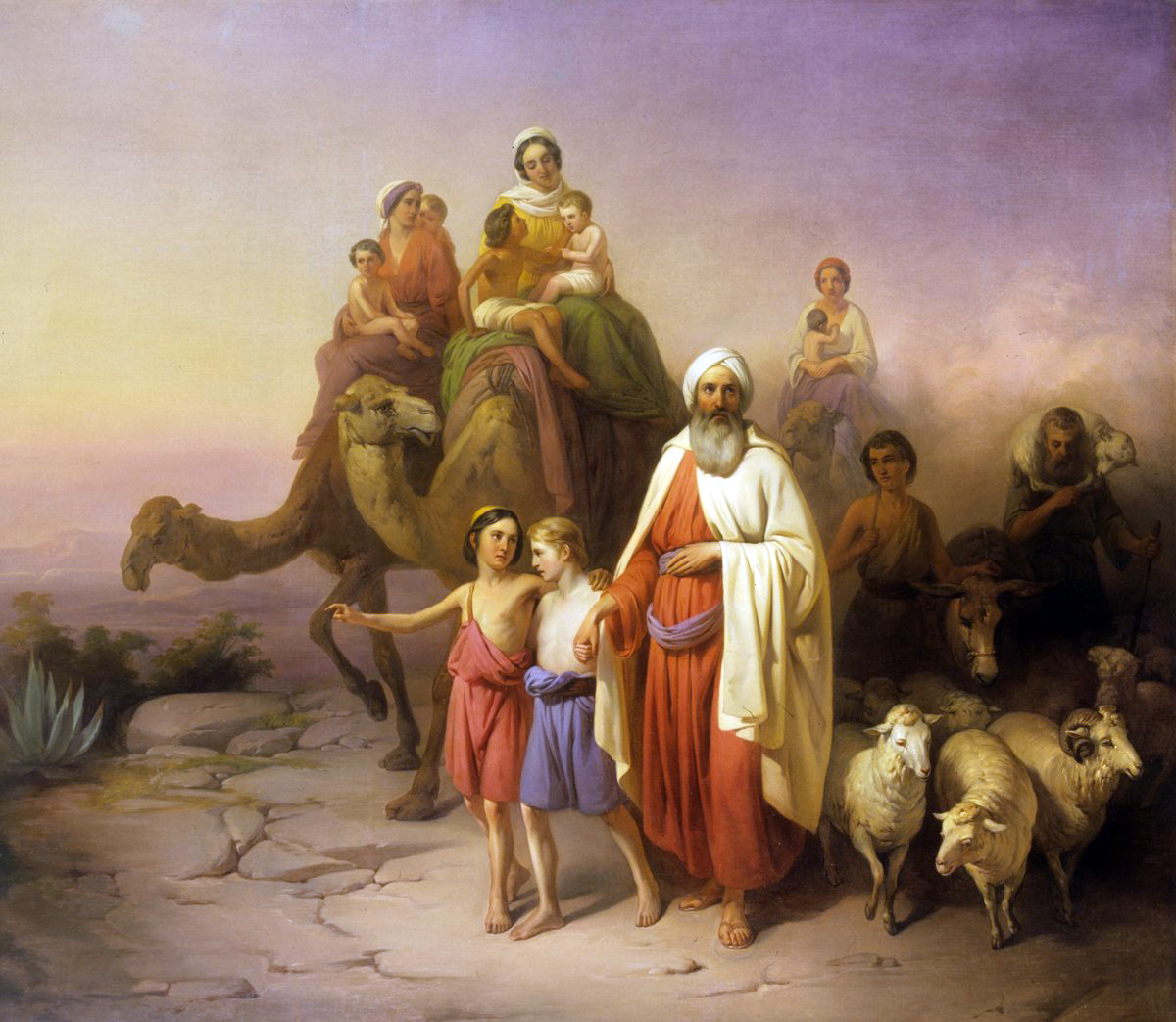
سفر ابراهیم از اور به کنعان (جوزف مولنار، ۱۸۵۰)

سپس به ابراهیم دستور داد تا از میان‌رودان به کنعان مهاجرت کند و در آنجا با ابراهیم پیمان بست که خاندان وی را همچون ستارگان آسمان بیشمار کند و برای نشانه‌ای از این پیمان، تمامی فرزندان ذکور ابراهیم ختنه شوند. سپس خداوند لوط را از عذابی که برای قومش در نظر گرفته بود، رهاند. در پایان، داستان یعقوب و فروشِ فرزند دلبندش یوسف به بردگی در سرزمین فرعون و آرزوی وی برای رفتن از مصر روایت می‌شود.

## تاریخچه متنی
نسخه‌های خطی اصلی سفر پیدایش همگی در تاریخ گمشده‌اند و نسخه‌های باقی‌مانده از آن با یکدیگر تفاوت‌هایی دارند. این نسخه‌های باقی‌مانده در چهار گروه عمده طبقه‌بندی می‌شوند: متن ماسورتی، تورات سامری (به خط سامری)، ترجمه هفتادگانی (ترجمهٔ یونانی کتاب مقدس)، و تکه‌پاره‌هایی از سفر پیدایش که در طومارهای دریای مرده کشف شده‌اند؛ این طومارها قدیمی‌ترین نسخه‌های موجود هستند، اما بخش‌های کوچکی از سفر پیدایش را دربردارند.

### عبری

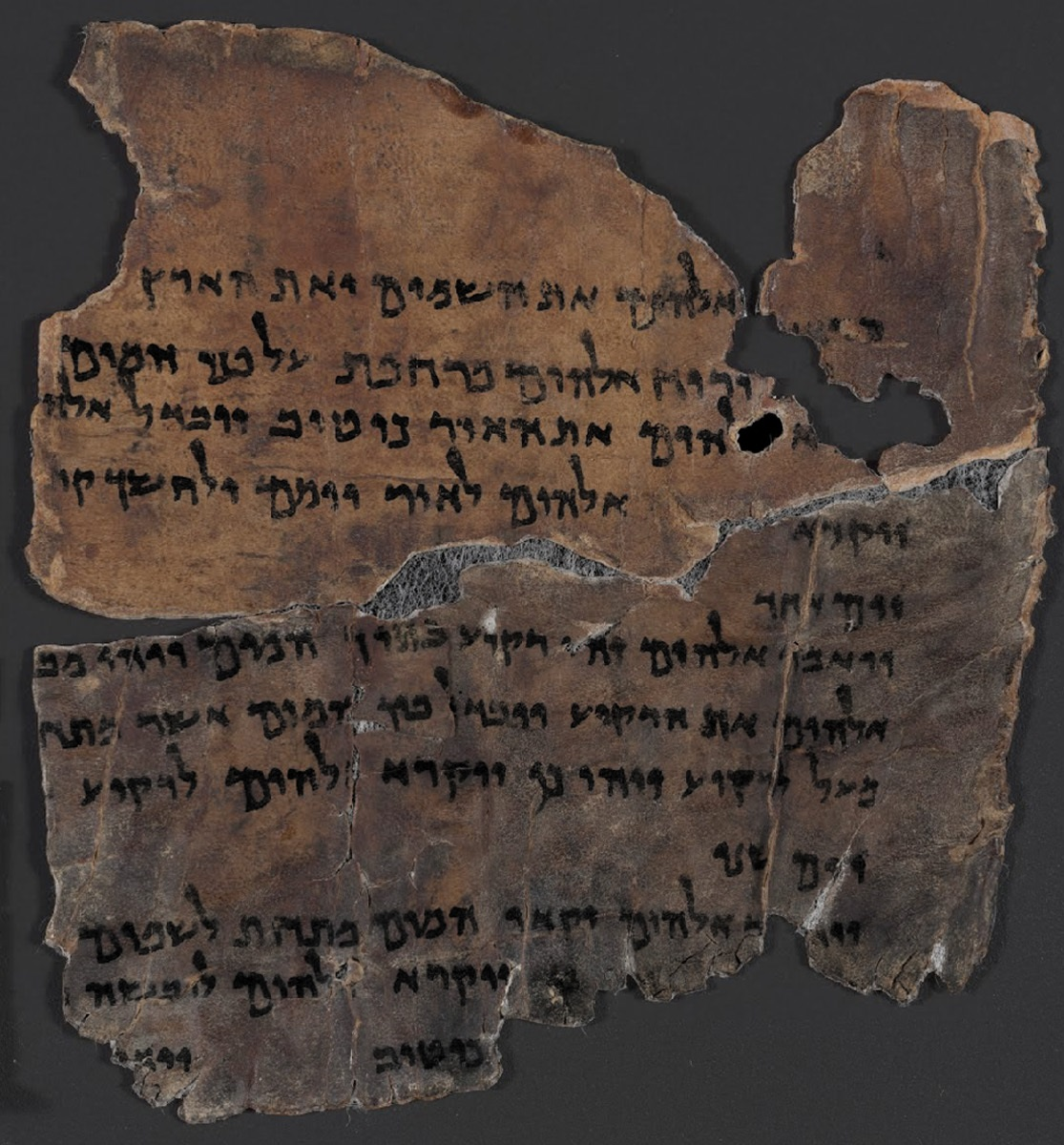
نسخهٔ متنی عبری تاریخ آغازین، پیدایش ۱ آیات ۱ الی ۱۱، قطعه مربوط به یک قرن پیش از میلاد مسیح

قدیمی‌ترین نسخهٔ پیدایش در میان طومارهای دریای مرده، قطعهٔ 6QpaleoGen است که به خط عبری باستان نوشته شده و نوشتار آن به حدود ۲۵۰ تا ۱۵۰ پیش از میلاد تخمین زده می‌شود. آرمین لانگه نسخ خطی پیدایش را به این صورت دسته‌بندی می‌کند:
- متونی که مشابه متن ماسورتی (که بعدها معتبر شد) نوشته شده‌اند: قطعهٔ 4QGen–Exoda (4Q1) و 4QpaleoGen-Exodl (4Q11)
- متونی که می‌توان آن‌ها را به عنوان پیش‌زمینه‌هایی برای متن ماسورتی دانست: قطعهٔ MurGen–Exod.Numa (Mur1، یافت‌شده در وادی مربعات)، قطعهٔ SdeirGen (Sdeir1، به دست رسیده از تجار عتیقه‌جات، بر اساس ادعاها، ظاهراً در وادی سدیر یافت شده است)[ر] و قطعهٔ 4QGenb (4Q2).
- متونی که در جزئیات بعضاً مشابه متن ماسورتی و بعضاً مشابه تورات سامری هستند: قطعهٔ 4QGenc (4Q3)، قطعهٔ 4QGene (4Q5)، قطعهٔ 4QGeng (4Q7، در عکس روبه‌رو) و قطعهٔ 4QGenj (4Q9)

علاوه بر این، متون مستقل، قطعات غیرقابل طبقه‌بندی (از جمله، برای مثال، نسخهٔ خطی بسیار قدیمی 6QpaleoGen) و قطعاتی وجود دارند که احتمالاً متعلق به یک طومار کامل تورات یا سفر پیدایش نبوده‌اند، بلکه به نسخه‌های خطی‌ای تعلق داشته‌اند که صرفاً حاوی گزیده‌هایی از متون کتاب مقدس بوده‌اند.
مجموعهٔ گنیزهٔ تیلور-شِختِر کتابخانهٔ دانشگاه کمبریج دارای دو قطعه از یک طومار کتاب مربوط به اواخر دوران باستان یا اوایل قرون وسطی است که تاریخ‌گذاری آن مورد اختلاف است (قرن پنجم/ششم یا هشتم/نهم). این طومار احتمالاً فقط شامل کتاب پیدایش به زبان عبری بدون اعراب‌گذاری بوده است؛ متن آن عملاً با متن ماسوره‌ایِ کدکس لنینگرادنسیس یکسان است.
یک ویژگی مهم متمایزکنندهٔ متن ماسوره‌ای از سایر خانواده‌های متنی (متن سامری و پیش‌نویس عبریِ ترجمهٔ هفتادگانی) سنین متفاوتی است که آن به شه‌پدران قبل از وقوع طوفان (پیدایش ۵:۱ الی ۳۲) نسبت می‌دهد. ظاهراً در پس هر سه نسخه، تلاشی برای ایجاد یک دوره‌بندی معنادار در تاریخ ازلی یا در کل تاریخ جهان وجود دارد. گاه‌شماری سامری در پیدایش ۱:۵ الی۳۲ از نظر داخلی منطقی است: بر اساس آن، همهٔ شه‌پدرانی که قبل از خنوخ به دنیا آمدند، شاهد تولد خنوخ بودند؛ همهٔ پدرانی که پس از خنوخ زنده ماندند، هم‌زمان با یکدیگر — در طوفان — مردند. گاه‌شماری متن ماسوره‌ای از این امر منحرف می‌شود. بر اساس آن، خروج از مصر در سال ۲۶۶۶ پس از آفرینش جهان رخ داد؛ این‌گونه محاسبه شده است که بازگشایی مجدد معبد اورشلیم توسط یهودا مکابی (۱۶۴ قبل از میلاد) به سال ۴۰۰۰ پس از آفرینش جهان تاریخ‌گذاری شود. ترجمهٔ هفتادگانی در پیدایش ۵ سن پدران را در هنگام تولد اولین پسرشان ۱۰۰ سال دیرتر از متن ماسوره‌ای قرار می‌دهد و طول عمر نسل بعدی آن‌ها را ۱۰۰ سال کاهش می‌دهد. به این ترتیب، طول عمر پدران با داده‌های متن ماسوره‌ای مطابقت دارد، اما گاه‌شماری مطلق ۴۰۰ سال طولانی‌تر می‌شود (متوشالح، پیدایش ۵:۲۱ الی ۲۷، طبق گاه‌شماری ترجمه هفتادگانی، ۱۴ سال پس از طوفان زنده ماند، بدون اینکه در کشتی نوح بوده باشد).
تورات سامری به‌طور کلی براساس یکی از ویژگی‌های شاخصش شناخته می‌شود: هماهنگ‌سازی‌هایی که خوانایی آسان‌تر متن را ممکن می‌کنند؛ این امر در مورد کتاب پیدایش نیز صادق است. علیرغم این ویژگی‌های ثانویه، گاهی اوقات تورات سامری نسخهٔ متنی قدیمی‌تری را نسبت به متن ماسوره‌ای درون خود حفظ کرده است، به‌ویژه در مواردی که با هفتادگانی و کتاب یوبیل مطابقت دارد.
در متن ماسوره‌ای سفر پیدایش، اشتباهات معمول کاتبان یافت می‌شود، این موضوع در مقایسه با تورات سامری و هفتادگانی خود را نشان می‌دهد؛ یک مثال، حذف‌شدگی در پیدایش ۴:۸ است:
«و قائن به برادرش هابیل گفت: بیایید به صحرا برویم! و چنین شد که وقتی در صحرا بودند…» (سامری و هفتادگانی)
«و قائن به برادرش هابیل گفت. و چنین شد که وقتی در صحرا بودند…» (متن ماسوره‌ای)
رونالد هندل اشاره می‌کند که ویراستارانی که متن ماسوره‌ای را تهیه کردند، به روان بودن روایت نیز اهمیت بیشتری می‌دادند: در متن قدیمی‌ترِ پیدایش ۴۵:۵ الی ۱۱، که در متن هفتادگانی حفظ شده است، فرعون دو بار با یوسف صحبت می‌کند که ورود خانوادهٔ یعقوب سخنان او را قطع می‌کند. ویراستاران متن ماسوره‌ای با تغییر ترتیب متن، این بخش را به یک سخنرانی طولانی‌تر از فرعون تبدیل کردند.

### یونانی
در قرن سوم پیش از میلاد، سفر پیدایش به عنوان اولین کتاب اسفار پنج‌گانه توسط یک محقق یهودی که احتمالاً ساکن در اسکندریه بوده است، به زبان یونانی ترجمه شد. این یک دستاورد برجسته و پیشگامانه تلقی می‌شود، زیرا او هیچ الگوی ازپیش‌موجودی برای کار خود نداشت؛ برعکس، این ترجمهٔ سفر پیدایش به عنوان مدلی برای مترجمان بعدی کتب کتاب مقدس به زبان یونانی مورد استفاده قرار گرفت و بنابراین بر کل ترجمهٔ نسخهٔ هفتادگانی تأثیر بسزایی گذاشت. نسخهٔ عبری مورد استفاده توسط این مترجم، در برخی نقاط هم با متن ماسورتی و هم با تورات سامری تفاوت دارد؛ برای مثال:
«و خدا در روز ششم کارهای خود را که انجام داده بود، تمام کرد، و در روز هفتم آرام گرفت…» (پیدایش ۲:۲، مطابق با نسخهٔ سامری در مقابل متن ماسورتی)
«و در سال ششصد و یکم از زندگی نوح بود که… آب از روی زمین فروکش کرد.» (پیدایش ۸:۳، در مقابل هر دو نسخهٔ سامری و متن ماسورتی)
در میان متون عبری سفر پیدایش در طومارهای دریای مرده، هیچ دست‌نوشته‌ای که به متن منبع مترجم هفتادگانی نزدیک باشد، یافت نمی‌شود؛ بنابراین، تشابهات و تناظراتی که قطعات قمران با سفر پیدایش هفتادگانی دارند، به نسبت مشابهت‌هایی که قطعات قمران با متن ماسورتی دارند، بسیار نادر است.
از آنجا که متن اصلی عبری صرفاً با حروف صامت نوشته می‌شد و بدون حروف صدادار بود، گاهی اوقات تنها به این دلیل که مترجم هفتادگانی بعدها آن را متفاوت از ماسوریان حرکت‌گذاری کرده بود، درک کاملاً متفاوتی از متن پدید می‌آمد. برای مثال:
«اما پرندگان بر بدن‌های [حیوانات قربانی شده]، در میان بدن‌های نیمه‌شدهٔ آن‌ها فرود آمدند، و ابرام در کنار آنها نشست.» (پیدایش ۱۵:۱۱، در حالی که متن ماسورتی و سامری این‌گونه آورده‌اند که: ابراهیم آن‌ها را راند)
تکنیک ترجمه متفاوت است. ظاهراً برخی از بخش‌های سفر پیدایش در جامعهٔ اسکندریه به خوبی شناخته شده بودند، به ویژه داستان یوسف. این امر ترجمهٔ آزادتر و حتی انگیزهٔ افزودن مطالب را برمی‌انگیخت. مترجم آشنایی کمی با سایر بخش‌های متن داشت؛ در نتیجه، ترجمه‌های او بسیار تحت‌اللفظی می‌شد. در این حالت‌ها، مترجم اشتباهاتی نیز مرتکب شد، زیرا مشخصاً اشراف او بر زبان عبری محدود بود.
ترجمهٔ پیدایش ۵:۲۴ نشان می‌دهد که مترجم با ادبیات خنوخی معاصرش آشنا بوده است:
«و خنوخ خدا را خشنود ساخت، و یافت نشد، زیرا خدا او را (به مکانی دیگر) منتقل کرده بود.»
مترجم سفر پیدایش، به خاطر تحصیلات هلنیستیش، اغلب نام‌های جغرافیایی در متن عبری را با معادل یونانی بازنمایی می‌کرد (مثال: آرام نهارایم در پیدایش ۲۴:۱۰ و پدان آرام در پیدایش ۲۵:۲۰ = بین‌النهرین). در سرزمین مصر، او جوشن را با هروپولیس و شهر اون را با هلیوپولیس یکی می‌دانست. نکته عجیب (پیدایش ۳۵:۱۹ و پیدایش ۴۸:۷) این است که مقبره راحل نزدیک یک هیپودروم بوده است. به لطف روش آوانویسی اوست که ترجمه‌های مدرن کتاب مقدس معمولاً غزه (به جای عبری توراتی: עַזָּה‎‎ تلفظ: ‘Azzāh) و عموره (به جای عبری توراتی: עֱמֹרָה‎‎ تلفظ: ‘Ämorāh) را به شکل فعلی‌شان تلفظ می‌کنند. او نوواژه‌های متعددی را ابداع کرد. او شئول را به هادس ترجمه کرد، هرچند مشخص نیست که او خودش چه تصوری از عالم مردگان داشت. با به‌کارگیری اصطلاح یونانی باستان: κατακλυσμός (تلفظ: کاتاکلیسْمُس) در روایت طوفان، مترجم توانسته به شکلی ظریف، مدل‌های فلسفی باستانی یونانی را از فجایع دوره‌ای تکرارشونده در ذهن خواننده تداعی کند.

### آرامی
ترگوم انکلوس احتمالاً در فلسطین شکل گرفته، در سده‌های سوم یا چهارم میلادی به شرق رسیده و در آنجا ویرایش شده است. به‌طور کلی، این متن ترجمه‌ای بسیار تحت‌اللفظی از متن عبری ارائه می‌دهد. برای تأکید بر متعالی بودن خداوند، ویژگی‌های انسان‌وارانهٔ خداوند تغییر داده شده‌اند - برای مثال، خداوند بوی قربانی نوح را «استشمام نمی‌کند» بلکه «آن را با رضایت می‌پذیرد» (پیدایش ۸:۲۱). دیگربودگی خداوند به واسطهٔ عدم ارتباط مستقیم با انسان‌ها و در عوض، ارتباط با انسان‌ها از طریق «حضور» (شکینا) یا «کلمه» او حفظ شده است. گاهی اوقات ترگوم انکلوس با نسخه‌های سامری و هفتادگانی در تقابل با متن ماسورتی همخوانی دارد. اما به باور آویگدور شینان، نقش این ترگوم در مورد سفر پیدایش بیشتر به عنوان نماینده‌ای از تفاسیر یهودی متن در عهد باستان جالب توجه است تا برای نقد متنی.
ترگوم شبه‌جوناتان نقطه مقابل ترگوم انکلوس است: متن پیدایش با افزوده‌های بسیاری، تا قسمتی از نوع هگادایی، پر شده است. برای مثال در پیدایش ۳:۶، این ترگوم شامل نظرات انتقادی دربارهٔ پاتریارک‌ها بوده و نه تنها اشاره‌هایی به فرشتگان، بلکه به شیطان نیز در متن کتاب مقدس اضافه می‌کند. تاریخ‌گذاری این ترگوم بین سده‌های چهارم تا هشتم یا نهم میلادی متغیر است، اگرچه شواهد داخل متن بر تاریخ متاخرتر، یعنی قرن هشتم یا نهم صحه می‌گذارند، زیرا در متن به همسر و دختر محمد در پیدایش ۲۱:۲۱ اشاره شده که به احتمال قوی محصول حاشیه‌نویسی‌های متاخرتر است.

### لاتین
به عقیدهٔ هدلی اسپارکس، ولگاته ترکیبی شگفت‌انگیز است: گاهی اوقات جروم ترجمه‌ای کاملاً تحت‌اللفظی ارائه می‌دهد، در مواقع دیگر صورت‌بندی‌هایش را از ترجمهٔ وتوس لاتین (لاتین کهن)، اقتباس می‌کند. گاهی سنتی یهودی در ترجمه‌اش طنین‌انداز می‌شود، در حالی که در جای دیگر جروم به متن خود «حس و حالی مسیحی» بخشیده است. برای مثال، جروم در پیدایش ۴۰:۱۹ به اشاره‌ای مسیح‌شناسانه دست زده است: نانوا «بر صلیب (به جای: چوب) آویخته می‌شود»؛ از آنجا که آیهٔ بعدی از «سه روز» سخن می‌گوید، خوانندهٔ مسیحی به سختی می‌تواند به واقعهٔ مصلوب شدن مسیح نیندیشد.
اگرچه جروم دربارهٔ روش‌شناسی ترجمه‌ش تأمل کرده است، اما اسپارکس تصدیق می‌کند که او به‌طور خودجوش بر اساس شهود زبانی خود ترجمه می‌کرد. هنگامی که جروم حدود سال ۳۹۸ به پیدایش پرداخت، سال‌ها تجربه در ترجمه کتاب مقدس به او اعتماد به نفس کافی را داد تا از ترجمه‌های کلمه‌به‌کلمه فاصله بگیرد. نمونه‌ای که برخورد مستقل او با منبع را نشان می‌دهد، ترجمهٔ حرف اضافه مکرر عبری בֵּין‎ (تلفظ: bēn) به معنای «بین» است که در عبری دو بار تکرار می‌شود، به این صورت: «بین الف و بین ب». در پیدایش ۳:۱۵، مترجم هفتادگانی این عبری‌گرایی را دو بار حفظ کرده است: «و دشمنی می‌گذارم بین تو و بین زن، بین ذریت تو و بین ذریت او»؛ اما جروم با ایجاز و ظرافت بیشتری فرمول‌بندی کرده: «دشمنی می‌گذارم بین تو و زن، و بین ذریت تو و ذریت او» (به شکل لاتین: inimicitias ponam inter te et mulierem et semen tuum et semen illius).
یافته‌های طومارهای عبری باستان در صحرای یهودا اهمیت نسخهٔ ولگاته را برای نقد متنی کاهش داده‌اند؛ اما ولگاته، هنوز هم در جاهایی که با دیگر شاهدان متنی در تقابل با متن ماسورتی همخوانی دارد، دارای اهمیت است. مثالی در پیدایش ۳:۱۷ وجود دارد که ظاهراً بین حروف عبریِ مشابه، یعنی حرف دالِت (ד‎‎) و رُش (ר‎‎) اشتباه شده است:
«چون به صدای زنت گوش دادی و از آن درخت خوردی، … زمین در کار تو ملعون است.» (ولگاته، مشابه هفتادگانی؛ هر دو ظاهراً متن اصلی عبری خود را בעבדך‎‎ (تلفظ: بِعَوْدِخَ) خوانده‌اند)
«چون به صدای زنت گوش دادی و از آن درخت خوردی، … زمین به سبب تو (عبری توراتی: בַּעֲבוּרֶךָ‎‎ تلفظ: بِعَوورِخَ) ملعون است.» (متن ماسورتی)

## ارتباط با سایر اساطیر

### بین‌النهرین
محققان کتاب مقدس معمولاً حماسه گیلگمش را به عنوان منبعی برای شباهت ظاهری به داستان طوفان بررسی کرده‌اند. اما برای درک ارتباط این حماسه با کتاب مقدس نیاز به بررسی سیر تکامل آن است. درون‌مایهٔ اصلی در نسخهٔ بابلی باستان حماسه، جاودانگی است. با دگرگونی حماسه در طی هزاره دوم پیش از دوران مشترک، درون‌مایه‌های بسیاری در نسخه بابلی معیار حماسه دیده می‌شوند. همین صورت نهایی حماسه است که از نظر زمانی و و درون‌مایه‌ای به سفر پیدایش نزدیک است. در نتیجه، بررسی دقیق سیر تکاملی حماسه هم میزان اثر گرفتن کتاب مقدس از سنت باستانی حماسه را نشان می‌دهد و هم فاصله‌گیری از آن را.
از جنبهٔ ژانر، حماسه گیلگمش و سفر پیدایش باب ۱ تا ۱۱ زمانی بهتر درک می‌شوند که ارتباط آنها با یک فرم ادبی باستانی بررسی شود: داستان حماسی زمان آغازین، از خلقت انسان‌ها تا طوفان. هر دو (حماسه گیلگمش و سفر پیدایش باب ۱ تا ۱۱) هم بسیار مدیون این سنت هستند و هم فاصله خود را با صورت کلاسیک آن حفظ می‌کنند. روایت آفرینش-طوفان، یک ژانر اصلی و بسیار بادوام بود؛ نمونه‌های آن هم در سومری و هم در اکدی دیده می‌شود. ممکن است تمرکز یکی از این حماسه‌ها بر طوفان باشد (حماسه آترا-هاسیس اکدی و داستان طوفان سومری) یا تنها به تاریخ آغازین تا آفرینش انسان پرداخته شود (انوما الیش).
در حماسه‌های آفرینش-طوفان، چهار عنصر بنیادی وجود دارد: آفرینش جهان، آفرینش انسان‌ها، تحول ناگهانی طوفان و استقرار نظم بشری پس از طوفان. نماد این نظم در آترا-هاسیس، برقراری دوبارهٔ مناسک و در انوما الیش ساختن معبد برای مردوک در بابل است. هر چهار عنصر در سفر پیدایش ۱ تا ۱۱ نیز دیده می‌شوند، گرچه تغییرات موضوعی عمده‌ای کرده‌اند. سفر پیدایش ۱ تا ۱۱ به دور از این پارادایم باستانی پیش می‌رود؛ حماسه گیلگمش به سمت آن پیشرفت می‌کند. حماسه در این روند، تأکید منحصر بر مسئله مرگ را کنار می‌گذارد و تفکر گسترده‌تری بر محدودیت‌های فرهنگ می‌شود. به شکلی مشابه، پیدایش ۱ تا ۱۱ از مسئله فناپذیری به سمت درون‌مایهٔ دانش می‌رود.
روندی که حماسه گیلگمش در مقابل این سنت باستانی در پیش می‌گیرد، در ارزیابی ارتباط سفر پیدایش ۱ تا ۱۱ با گذشتهٔ چندخداپرستانهٔ خود به کار می‌آید و نشانگر جدایی و بازتعریفِ خود است. تشخیص حضور پارادایم آفرینش-طوفان در سفر پیدایش ۱ تا ۱۱ منجر به درک بهتر صورتِ درون‌مایه‌ای آن می‌شود. این حضور، با توجه به تمرکز سنت مسیحی بر باغ عدن کم‌شناخته باقی ماند. مرکزیت داستان طوفان، نتیجهٔ مهمی در درک کلیت پیدایش ۲ تا ۱۱ دربردارد. تفاوتهای سبکی، ساختاری و درون‌مایه‌ای پیدایش ۱ تا ۱۱ با آترا-هاسیس نتیجهٔ تغییر در روایتِ برخواسته از یکتاپرستی است.
به عقیده دامراش، در پیدایش ۲ تا ۱۱، حماسهٔ قدیمی آفرینش-طوفان بازتولید می‌شود تا یک ضدحماسه ایجاد شود. در این ضدحماسه دستاوردهای مردمان گذشته به زیر سؤال می‌رود. در داستان آدم و حوا بن‌مایه‌های بسیاری دیده می‌شوند که از داستان طوفان گرفته شده است. پیوند آدم به نوح، خصلت عبری اهمیت شجره‌نامه را با خود دارد.

#### تولد نوح و حماسه آترا-هاسیس
تولد نوح بسیار شبیه به خلقت انسان در آترا-هاسیس و نشانگر جابه‌جایی از آسمان به زمین است. هنگام نام‌گذاری نوح در پیدایش ۵:۲۸ تا ۵:۲۹ توسط لمک این شباهت برجسته می‌شود. واژگان عبری برای «کار» و «رنج» با هم می‌آیند همانگونه که واژگان اکدی همتای آنان با هم می‌آیند. تأکید از تندیِ جاودانگان خسته از بیگاری به ستوه انسانِ کشاورز تغییر پیدا می‌کند. الگوهای همیشگیِ روابط اجتماعی نیز به پیشرفت توالی تاریخی دگرگون می‌شود: پدر پیر، از قدرت پسر جوان استقبال می‌کند.

## تحلیل
«بافت» یک متن خاص را می‌توان بعد افقی آن در نظر گرفت: زمینه جغرافیایی، تاریخی، دینی، سیاسی و ادبی که در آن ایجاد شد و رشد کرد. در رویکرد بافتاری، تلاش بر بازسازی و ارزیابی این زمینه قرار می‌گیرد. چنین رویکردی را هم برای متن مقدس می‌توان به کار برد و هم برای متن‌های خاور نزدیک باستان. اما با توجه به تفاوت بسیار زیاد این دو، به همان اندازه باید به تضادها پرداخت که به مقایسه‌ها پرداخته می‌شود.
به نظر آلتر، محصول نهاییِ ترکیب آثار ادبی جی، ای، پی و دی، طبیعتاً در خود، تکرار، تناقض و ناسازگاری دارد. اما در همان حال، در مقام یک کتاب، منسجم است. پنج کتاب تورات، از عبارت «زمانی که خدا آغاز به آفرینش کرد…» تا «در پیش چشمان همه اسرائیل»، متنی متداوم نیست. ساختاری مرکب است، اما شواهد بسیاری در کتاب مقدس عبری وجود دارد که آن را همانند کولاژی ادبی می‌کند. در این پنج کتاب، دستهای بسیاری دیده می‌شوند که نماینده دیدگاه‌های گوناگون هستند، اما ویراست نهایی گونه‌ای از حس تداوم و پیشرفت را با خود به همراه دارد.

### دو داستان آفرینش

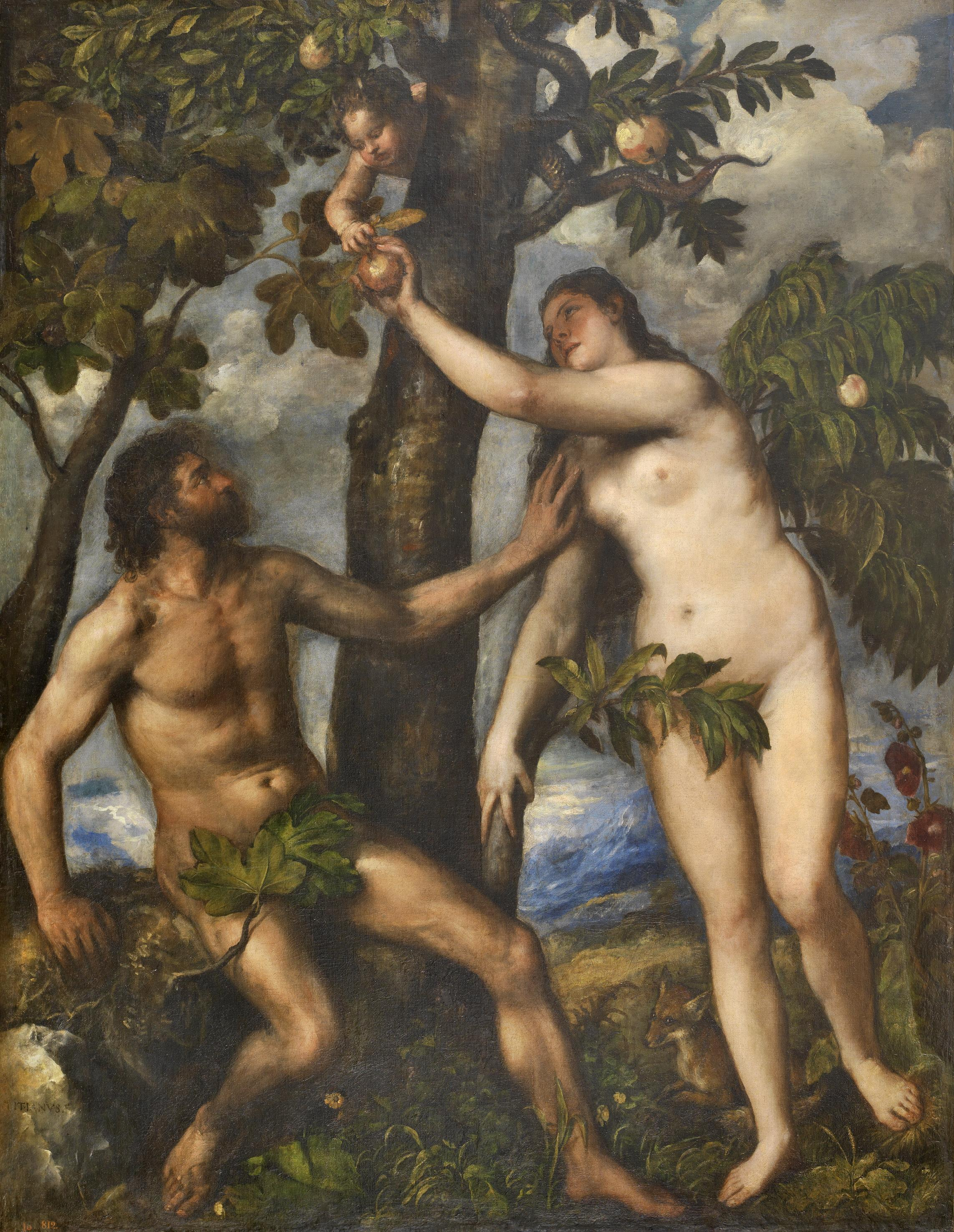
آدم و حوا، اثری از تیتیان

در آغاز سفر پیدایش، دو داستان آفرینش قرار گرفته است. نخستین روایت، باب اول، آیه ۱ تا باب دوم، نیمه آیه ۴ را در بر می‌گیرد. منشأ این بخش از منبع پی است که در دوره تبعید در بابل (سده ششم پیشا دوران مشترک) نوشته شده است. در این متن، واژه الوهیم برای خدا به کار رفته است. گرچه در آن از مفاهیم بین‌النهرینی استفاده شده اما در تضاد با اسطوره آفرینش بابلی (انوما الیش) قرار دارد. نخستین مرد و زن همزمان با هم و پس از آفرینش گیاهان و حیوانات خلق می‌شوند.
در آیه ۲۶، واژه adam به کار رفته که در روایت دوم منشأ انسان نیز برای اشاره به انسان و نه یک اسم خاص تکرار شده است (مذکر نیست). در خوانش قدیمی، آوردن واژه «مرد» در ترجمه، گمراه کننده است. اگر به «مرد» ترجمه شود با پایان آیه ۲۷ در تضاد قرار می‌گیرد. در ادامه، تلاش برای ترجمه adam در روایت دوم در باب ۲ بدون در نظر گرفتن جنسیت آن، ناسازگاری در پی دارد.
روایت دوم، از نیمه آیه ۴ در باب دوم آغاز می‌شود و تا پایان باب ۳ را شامل می‌شود. این بخش، قدیمی‌تر از بخش اول (احتمالا بر اساس روایت شفاهی پیشین) است و احتمالاً به سده دهم پیشا دوران مشترک تعلق دارد. انسان، همچون انوما الیش، از خاک (به عبری توراتی: אֲדָמָה‎‎ تلفظ: adamah) آفریده می‌شود. برای خداوند، واژه یهوه-الوهیم به کار رفته است. مرد (به عبری توراتی: אִישׁ‎‎ تلفظ: ish)، نخست آفریده می‌شود، سپس زن (به عبری توراتی: אִשָׁה‎‎ تلفظ: ishshah) از دنده او به وجود می‌آید.
بسیاری از محققان جدید، پایان روایت اول را در نیمه ابتدایی آیه ۴ باب ۲ در نظر می‌گیرند. در اینجا، دو واژه «آسمان‌ها» و «زمین» یادآور همین دو واژه در ابتدای روایت هستند. از اینجا به بعد، سبک به شدت تغییر می‌کند. تمرکز بر انسان قرار می‌گیرد و نام خداوند تبدیل به یهوه-الوهیم می‌شود. یهوه-الوهیم به جای الوهیم در روایت اول، آفرینش را با کلام انجام نمی‌دهد بلکه مانند یک صنعتگر عمل می‌کند. منشأ تاریخی متفاوت هر دو متن هر چه باشد، ویرایشگر نهایی متن در روایت اول از دیدگاهی کیهانی به موضوع می‌پردازد و در روایت دوم وارد جزئیات تکنیکی می‌شود.
به عقیده رندزبورگ، اگر داستان آفرینش در سفر پیدایش به‌طور عینی بررسی شود، روایت «سقوط انسان» نیست بلکه بیشتر روایت صعود ناتمام انسان به خدایی است. 

### طوفان نوح، پیدایش ۱ تا ۱۱
طوفان نوح شامل سفر پیدایش ۸–۶ است. داستان طوفان در سفر پیدایش نیز مانند حماسهٔ آترا-هاسیس در بافتاری مطرح می‌شود که با هم قابل مقایسه هستند: تاریخ آغازین. داستان طوفان در سفر پیدایش بیشتر از آنکه دربارهٔ مجازات باشد، وسیله‌ای برای رهایی از جهانی آلوده و شروعی دوباره است. به اسرائیل هشدار داده شد که با غرامتِ قتل موافقت نکند، … چرا که دست زدن به چنین کاری سرزمین را ناپاک خواهد کرد. تصنیف‌گر این بخش از سفر پیدایش (باب ۱ تا ۹)، کیهان‌شناسی و تاریخ آغازین انسان را بازتعریف کرده است. او چارچوبی حداقل به قدمت آترا-هاسیس (تاریخ آغازین آفرینش-مشکل-طوفان-راه حل) را به کار گرفته و داستان را دوباره تعریف کرده است تا ایده‌آل‌های کتاب مقدس در مورد قانون و «قداست زندگی انسان» و نیز پیش‌نیاز بودن آنان برای زندگی بشر بر روی زمین را روشن کرده باشد.

## کتاب مقدس و دیدگاه ادبی

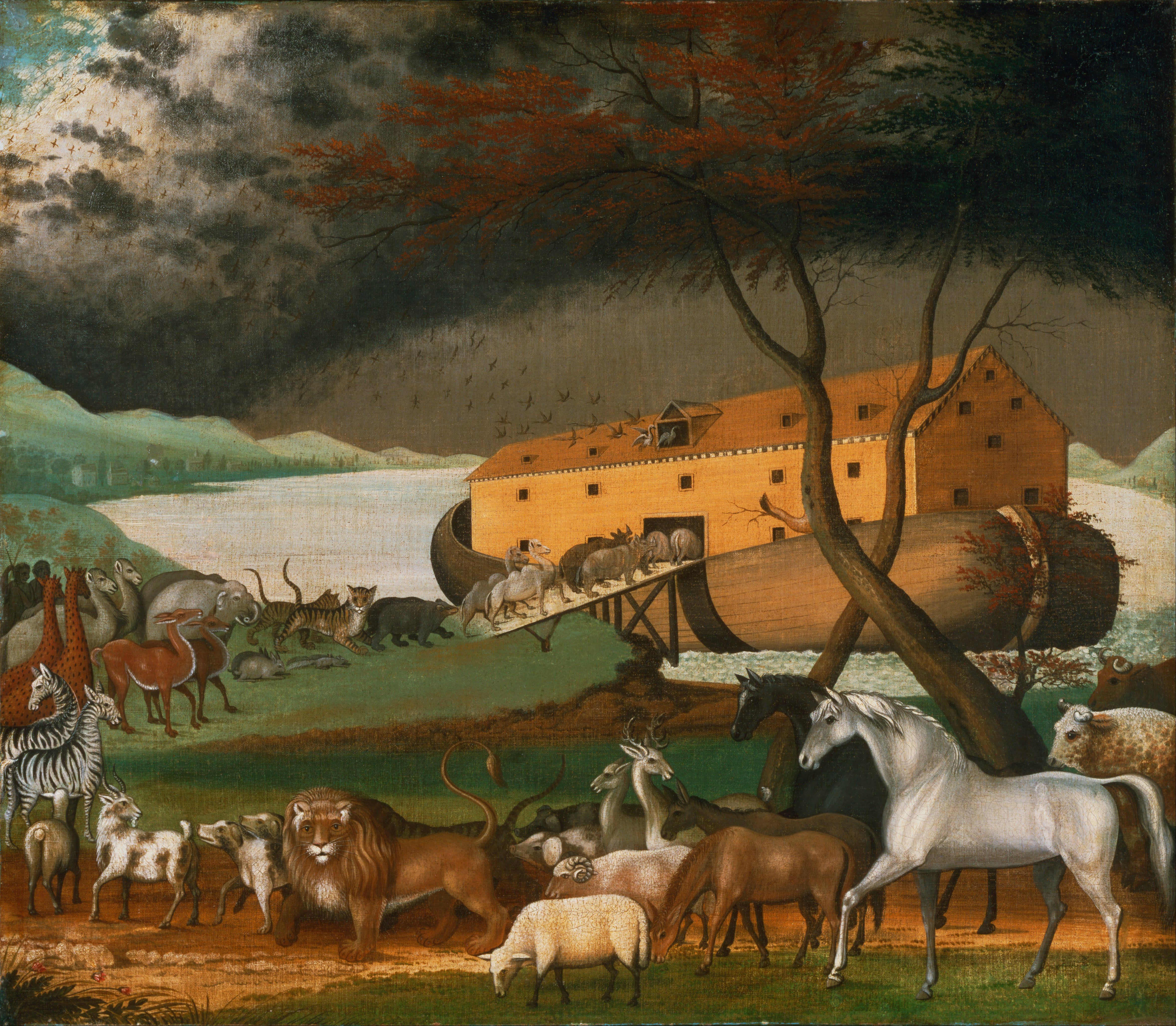
کشتی نوح (۱۸۴۶)، اثر نقاش آمریکایی ادوارد هیکس.

سفر پیدایش، نخستین کتاب از سی و شش بخش عهد عتیق است. سفر پیدایش، بخش آغازین تورات است و به‌طور سنتی با عنوان «پنج کتاب موسی» یا «اسفار پنج‌گانه» شناخته می‌شود. در ویراست استاندارد آن به زبان عبری، شامل بیش پانصد آیه است و در قرون وسطی به پنجاه باب تقسیم شده است. مشکلات درک متن پس از بیش از دو قرن رویکرد تاریخی-انتقادی، از میان نرفته است.
نویسندگان کتاب مقدس به شیوه‌های گوناگون و به میزان متفاوت، سنت‌های ادبی جهان خاور نزدیک، بین‌النهرینی، مصری، هیتی و کنعانی را به کار برده‌اند.

### ادبیات کنعانی
فرهنگ کنعانی، نزدیکترین ارتباط را با نویسندگان کتاب مقدس داشت. تا پیش از کشف متن‌های اوگاریتی اطلاعات کمی دربارهٔ فرهنگ کنعانی وجود داشت. اشاره‌های کتاب مقدس به آنها از دیدگاهی منفی بود. اکثر متن‌های ادبی در اوگاریت دربارهٔ چرخه بعل بود. در مطالعات کتاب مقدس، متن‌های اوگاریتی کارکردهای گوناگونی دارند. در متن کتاب مقدس به خدایان کنعانی اشاره‌های گذرایی می‌شود. این ارجاعات حتی با وجود دانستن زبان عبری به سختی قابل تشخیص است. پیش از پیدا شدن متن در اوگاریت، برای شناخت دین کنعانی باید به منابع نامطمئنی رجوع می‌شد. مجمع خدایان، نهادی شناخته‌شده در دین خاور نزدیک باستان بود. در همین مجمع است که خدایان تصمیم به مجازات انسان با طوفان می‌گیرند.
تکنیک شعری، یکی از مهم‌ترین حیطه‌های تحقیق دربارهٔ تأثیر ادبیات کنعانی بر ادبیات کتاب مقدس است. در واقع نکته مهم، نقاط اشتراک نویسنده عبری و نویسنده کنعانی است و نه اثرگذاری و میراث. در ساده‌ترین سطح، جفت واژگان بسیاری هستند که در متن‌های اوگاریتی وجود دارند و پس از آن در عبری دیده می‌شوند. تشبیهاتی که توسط شاعران اوگاریتی به کار می‌رود، اغلب شبیه به همانهایی است که در شعر کتاب مقدس دیده می‌شوند.
شکست هیولایی که نماد آشفتگی است و به دنبال آن، خلقت و نظم دادن به کائنات، در حماسه آفرینش بابلی نیز شناخته شده است. متن‌های اوگاریتی، این امکان را فراهم می‌کنند که پس‌زمینه بعضی از اعمال در کتاب مقدس را ردیابی کرد (سفر پیدایش، باب ۱۸، آیه‌های ۱ تا ۸).
بسیاری از این ویژگی‌ها در متن‌های موجود فنیقی و آرامی نیز دیده می‌شوند. نویسندگان عبری را گرچه ممکن است «شاگردان خوب» پیشینیان کنعانیشان در نظر گرفت اما دقیق‌تر آن است که مشارکت‌کنندگانی فعال در یک فرهنگ ادبی گسترده‌تر در نظر گرفته شوند: همراه بودند و نیز خلاق.
زمان شکل‌گیری یکتاپرستی در اواخر عصر آهن و دوره تبعید، با «عصر محور» کارل یاسپرس مطابقت دارد.

## واژگان
1. ↑  Babyloniaca